# Museu Diocesà de Tarragona
El Museu Diocesà de Tarragona és un museu de l'Arquebisbat de Tarragona, situat al conjunt catedralici de la Catedral de Tarragona.

## Història
El Museu Diocesà de Tarragona fou fundat per l'arquebisbe Antolín López Peláez en 1914. La fundació partia de dues col·lecciones antecedents, la de l'arquebisbe Francesc Fleix i Solans (1869) i la de l'arquebisbe Tomàs Costa i Fornaguera (1900). La fundació fou secundada pel Capítol Metropolità, que aportava al seu torn la col·lecció de tapissos de la seva propietat i una sèrie d'objectes de la Catedral, ja fora de culte, que es guardaven a la capella de Santa Tecla la Vella. S'hi afegiren moltes donacions de parròquies de la diòcesi, també de diverses persones particulars. Instal·lat inicialment en una dependència del claustre, en 1932 s'amplià amb la incorporació de la capella de Corpus Christi. En 1973 es va haver de tancar perquè les instal·lacions estaven obsoletes. En 1992 es renovaren les instal·lacions i es condicionaren les sales de l'exposició permanent. En 2014 es va iniciar un procés de renovació de les sales, recuperant la capella de Corpus Christi com seu de la Pinacoteca Gòtica.

## Col·lecció
Al Museu Diocesà de Tarragona es custodien unes 11.000 obres, de les quals es mostren 237 a les sales d'exposició permanent i la resta es guarda a les sales de reserva. Totes les obres permeten una lectura cronològica de l'activitat artística, els estils i les escoles de l'àmbit de la diòcesi de Tarragona. Entre les quals destaquen: 
- Una important col·lecció de peces arqueològiques romanes, moltes procedents d'excavacions realitzades a la catedral, claustre i jardins adjacents, com el sarcòfag d'Apol·lo i les nou Muses, de començaments del segle iii, que es trobava al paviment de l'absis de la capella del Corpus Christi.
- De factura hispano-musulmana, hi ha fragments de teixit trobats al sepulcre de l'arquebisbe Pere de Cardona (1515-1530), que va ser canceller del rei Ferran II i el va acompanyar en la conquesta de Granada. L'obra més destacada és l'Arc àrab de Madinat al-Zahra, una obra que procedeix d'aquella població cordovesa. S'ignora com va ser portada a la Catedral de Tarragona.
- Al jardí de la capella de santa Tecla la Vella, una creu de terme del segle xvi de Tamarit, feta en pòrfir i marbre sobre un pedestal romà.
- Entre l'escultura medieval destaca la Verge del Truc, procedent de l'església parroquial de Vinaixa i atribuïda a l'escultor Guillem Seguer, així com diverses imatges de la Mare de Déu, de fusta policromada, dels segles xii al xiv i procedents d'esglésies parroquials com la de Solivella, o la de Vilafortuny.
- La part més destacada dins de la col·lecció medieval és la Pinacoteca Gòtica, formada per un nombre significatiu de pintures murals, retaules i taules dels segles XIV al XVI. Constitueixen la col·lecció més important del sud de Catalunya i són a més una mostra de l'evolució de les escoles pictòriques locals.
- La ceràmica compta amb obres de dos dels grans rajolers catalans del barroc, Llorenç Passoles i Miquel Lapuja.
- L'orfebreria, els cantorals, la numismàtica, el mobiliari litúrgic i la important col·lecció de cinquanta-quatre tapissos, datats entre els segles XV i XVIII i pertanyents a la Catedral, completen els fons del museu.